# Rolls-Royce Silver Spirit
Der Rolls-Royce Silver Spirit (dt.: Silberner Geist; Geist im Sinne von Seele) ist ein Oberklasse-Fahrzeug des britischen Automobilherstellers Rolls-Royce Motors. Der Silver Spirit ist der Nachfolger des Silver Shadow. Er wurde in verschiedenen Serien (I bis IV) sowie unter verschiedenen Namen von 1980 bis 1998 produziert. Zu der Baureihe, die intern als Rolls-Royce SZ bezeichnet wird, gehören auch die Modelle Silver Spur, Silver Dawn, Centenary, Park Ward und Touring Limousine. Der Rolls-Royce Silver Spirit ist außerdem baugleich mit dem Bentley Mulsanne. Einige Varianten waren sowohl als Rolls-Royce als auch als Bentley verfügbar, andere nur als Rolls-Royce oder nur als Bentley.

## Modellgeschichte
Von 1965 bis 1980 war Rolls-Royce mit dem Silver Shadow und den von ihm abgeleiteten Silver Wraith und Bentley T in der Oberklasse vertreten. Die Baureihe war die erste von Rolls-Royce mit selbsttragender Karosserie. Mit insgesamt 32.343 Exemplaren (28.476 Rolls-Royce und 3.867 Bentley) war sie das bislang erfolgreichste Modell des Unternehmens.
Die Arbeiten für einen Nachfolger des Silver Shadow begannen im Sommer 1972. Die Entwicklung leitete der technische Direktor John Hollings; die Karosserie gestaltete der in Österreich geborene Ingenieur Fritz Feller. Der SZ war nicht vollständig neu entwickelt. Die Bodengruppe und die gesamte Mechanik wurde – mit Ausnahme der hinteren Radaufhängung – unverändert vom Silver Shadow übernommen, gleiches gilt für den 6,75 Liter großen Achtzylindermotor.

## Design
Die Karosserie des Silver Spirit war vollständig neu gestaltet. Fritz Feller entwarf einen Aufbau, der flacher und breiter war als der des Silver Shadow. Das Auto war von horizontalen Linien geprägt: Die Frontpartie trug nebeneinander liegende Doppelscheinwerfer, die sich (mit Ausnahme der für den US-amerikanischen Markt bestimmten Version) hinter einer breiten Streuscheibe befanden. Die Scheinwerfereinheit enthielt außerdem die Blinker und Standlichter und ragte seitlich in die Kotflügel hinein. Der Kühlergrill erhielt neue Dimensionen: Er war 2,5 cm niedriger und 9 cm breiter als beim Silver Shadow. Auch die Heckpartie war mit breiten, teilweise in den Kofferraumdeckel integrierten Rückleuchten horizontal gestaltet. Die Gürtellinie verlief niedriger als beim Silver Shadow. Insgesamt vergrößerte Feller die Glasflächen im Vergleich zum Vorgänger um 30 Prozent. Feller deutete in einem Interview im Jahr 1980 an, er habe sich bei dem Layout des Silver Spirit an den aktuellen Mercedes-Modellen (gemeint war die Baureihe W116) orientiert.
Ein besonderes Merkmal des Silver Spirit war die versenkbare Kühlerfigur. Dabei handelte es sich um eine Reaktion auf verschärfte Sicherheitsanforderungen. Bei einer Neigung von mehr als 30 Grad sowie bei äußerer Druckanwendung verschwand die Spirit of Ecstasy im Gehäuse des Kühlergrills.
Fritz Fellers Design blieb bis zur Einstellung des Silver Spirit nahezu unverändert. Die einzelnen Baureihen unterschieden sich äußerlich lediglich durch Details wie die Form der Stoßstangen.

## Technik
Als Antrieb diente ein Achtzylinder-V-Motor mit 6.750 cm³ Hubraum und Motorblock und Zylinderköpfen aus Leichtmetall. Er hatte eine kontaktlose Elektronikzündung und war anfangs mit zwei SU-Vergasern ausgerüstet. Im Zuge der Modellpflege wurde der Motor in den folgenden Jahren mehrfach modifiziert: 1986 wurden die Vergaseranlage durch eine Bosch-K-Jetronic ersetzt, ab 1989 wurde eine MK-Motronic verwendet. Später war das Auto auch mit einem Garrett-Abgasturbolader erhältlich. In den frühen 1970er-Jahren hatte Rolls-Royce eine auf 7,2 Liter vergrößerte Version des Motors entwickelt. Von dieser waren Prototypen im Camargue sowie in den ersten Testfahrzeugen des Silver Spirit eingesetzt worden. Letztlich entschied sich das Unternehmen angesichts der Ölkrisen der 1970er-Jahre allerdings, den bekannten Motor beizubehalten.
Der Silver Spirit hat Hinterradantrieb. Die Kraft übertrug zunächst eine Dreigangautomatik, Typ TH 400 (GM), ab 1994 (Serie IV) eine Viergangautomatik des Typs 4L80E, ebenfalls vom US-Hersteller General Motors. Die Hinterräder waren einzeln an auf einem Hilfsrahmen gelagerten Schräglenkern aufgehängt. Die Vorderräder wurden an Doppelquerlenkern geführt. Die Zahnstangenlenkung war hydraulisch servounterstützt.
Der Wagen war mit einer Girling-Niveauregulierung und gashydraulischen Stoßdämpfern, später mit Hydropneumatik ausgestattet.
Ab 1986 war für mehrere nationale Märkte ein Antiblockiersystem Bestandteil der Serienausstattung.
Die Höchstgeschwindigkeit stieg während der Produktionsdauer von 193 km/h (Silver Spirit I mit Doppelvergasermotor, 1980) auf 225 km/h (Silver Spur IV mit Einspritzmotor ab 1997). Die Leistung gab Rolls-Royce lediglich mit dem Wort „sufficient“ (dt.: genügend) an. In Fachzeitschriften werden die Leistungen von 201 PS (148 kW) für die Serie I bis hin zu 300 PS (221 kW) für Serie IV angegeben.

## Karosserieformen

### Werksseitiges Angebot

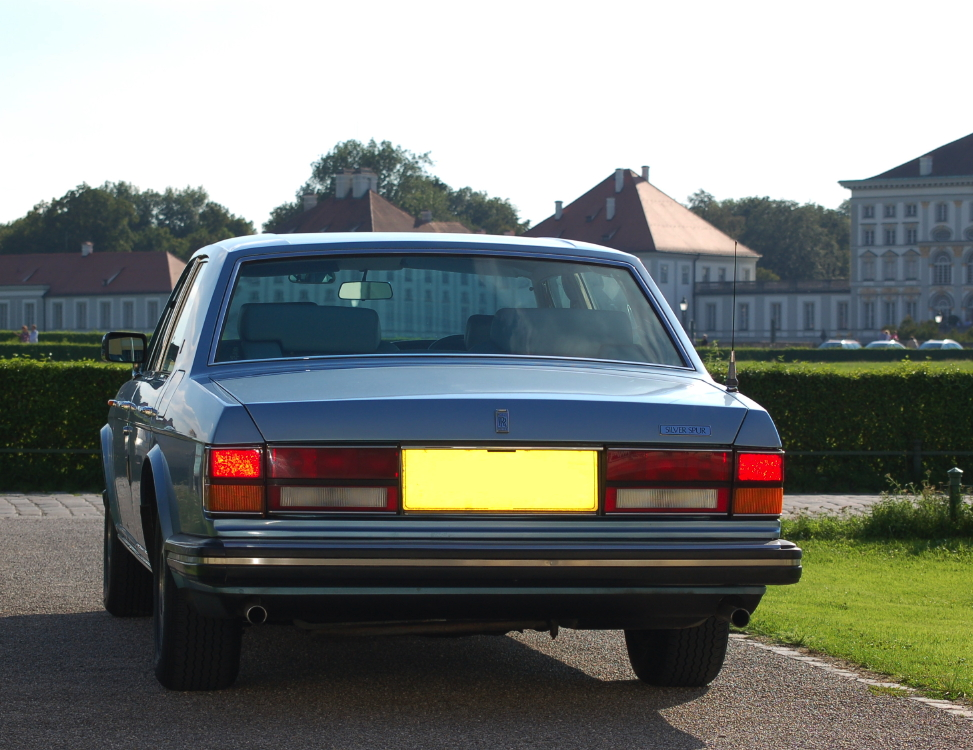
Rolls-Royce Silver Spur Mk. II

Der Rolls-Royce Silver Spirit wurde werksseitig ausschließlich als viertürige Limousine angeboten. Anders als beim Vorgänger, hielt das Werk eine Cabriolet- oder Coupéversion nicht vor; dieses Marktsegment wurde in den 1980er-Jahren weiter durch den vom Silver Shadow abgeleiteten Corniche bedient. Allerdings bot Rolls-Royce Fahrzeuge mit verlängerten Radständen an, die unter den Namen Silver Spur, Touring Limousine und Park Ward vermarktet wurden.
Wie schon beim Vorgänger konnte der Käufer auch beim Silver Spirit zwischen dem Modell mit normalem Radstand (3.061 mm) und einem um 10 cm auf 3.161 mm verlängerten Modell (Silver Spur) wählen. Der längere Radstand kam dem Fußraum der Fondpassagiere zugute.
Außerdem wurden während der gesamten Produktionsdauer weitere Modelle mit weiter vergrößerten Radständen angeboten: Silver Spur III Touring Limousine (Serie III) und Silver Spur Park Ward (Serie IV) mit jeweils 3.772 mm Radstand. Ferner wurden einzelne Fahrzeuge noch zusätzlich verlängert: ein Wagen um 14 Zoll = 35,56 cm, 16 Wagen um 36 Zoll = 91,44 cm und 84 Wagen um 42 Zoll = 106,68 cm. Die letztgenannten Fahrzeuge waren auf Wunsch mit sechs Türen lieferbar.
Alle Modelle mit längerem Radstand als 3.061 mm waren auf Wunsch mit einer versenkbaren Trennscheibe hinter den vorderen Sitzplätzen lieferbar.

### Individualkarosserien

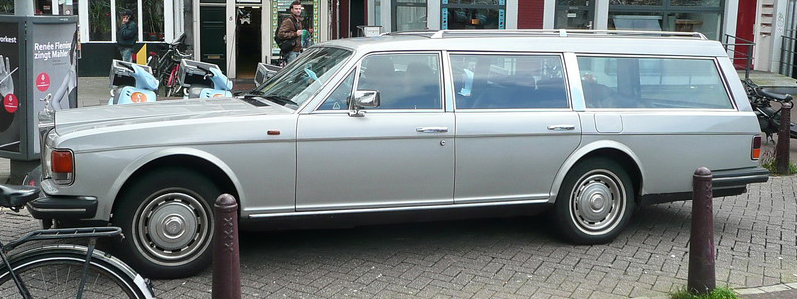
Kombiwagen auf der Basis des Silver Spirit

In Einzelfällen ließen Kunden zudem eine abgewandelte Karosserie bei einem Spezialbetrieb fertigen. Zu ihnen gehörte Hooper, der eine Reihe von zweitürigen Versionen des Silver Spirit und des Schwestermodells Bentley Mulsanne herstellte, sowie die Jankel Group, ein von Robert Jankel gegründetes Unternehmen, das den Silver Spirit in einen fünftürigen Kombi verwandelte. Da die Karosserie des Wagens selbsttragend war, konnten Kunden einen Rolls-Royce nicht mehr ohne weiteres mit völlig frei gestalteter Karosserie bestellen. Eine Ausnahme waren die Coupés der Baureihe Hooper Empress II mit weitgehend eigenständiger Karosserie, die auf dem Bentley Mulsanne beruhten.
Rolls-Royce bot verschiedene Modellvarianten des Silver Spirit auch als Sonderschutzfahrzeug an.
Weit überwiegend wurden die Modelle der Silver-Spirit-Baureihe als Selbstfahrerfahrzeug genutzt.

## Baureihen
Die Baureihe des Silver Spirit wird aufgrund mehrerer Entwicklungsstufen in vier Abschnitte unterteilt.

### Serie I (1980–1989)

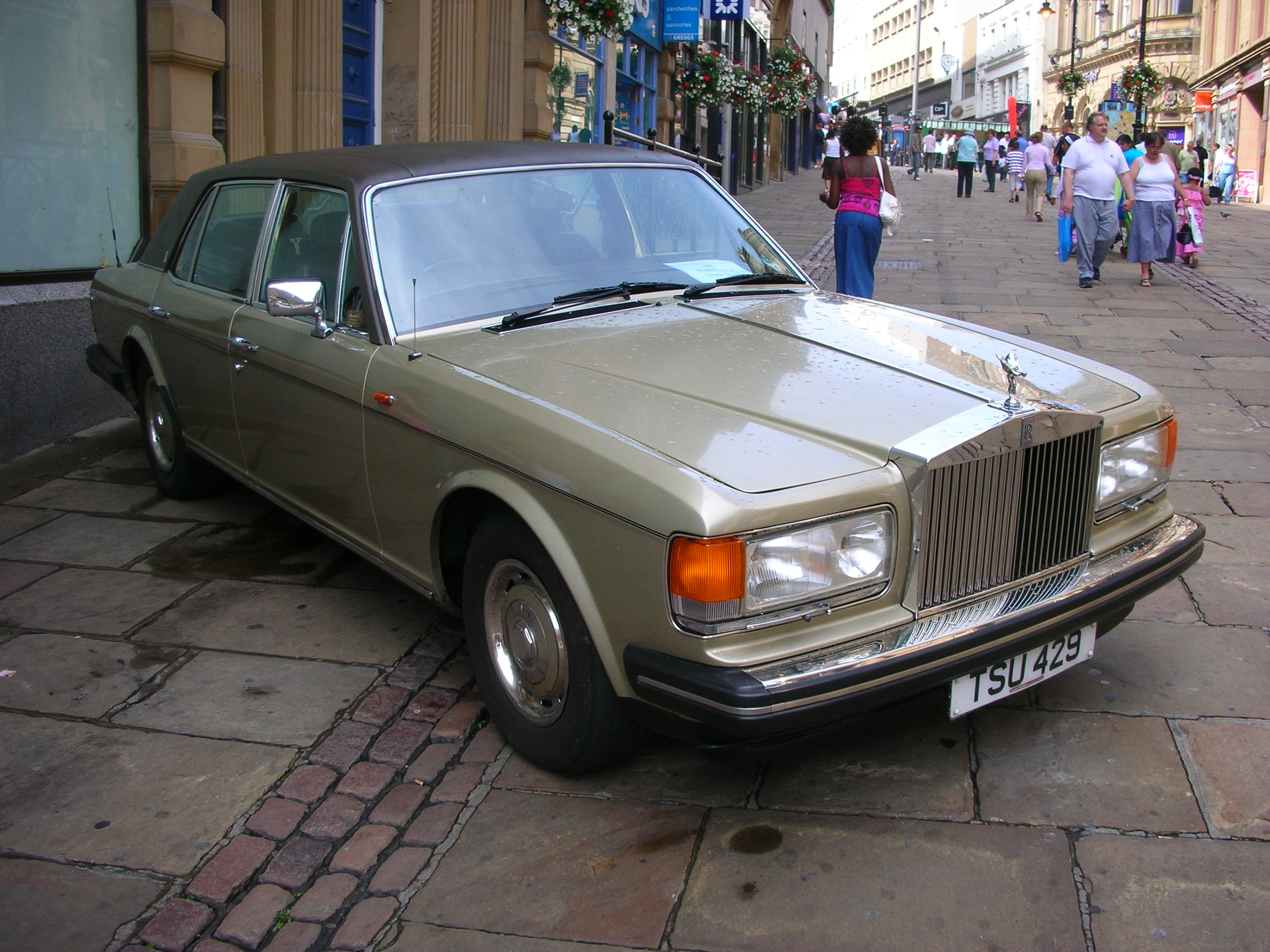
Rolls-Royce Silver Spirit (Mk. I) mit Everflex-Dach

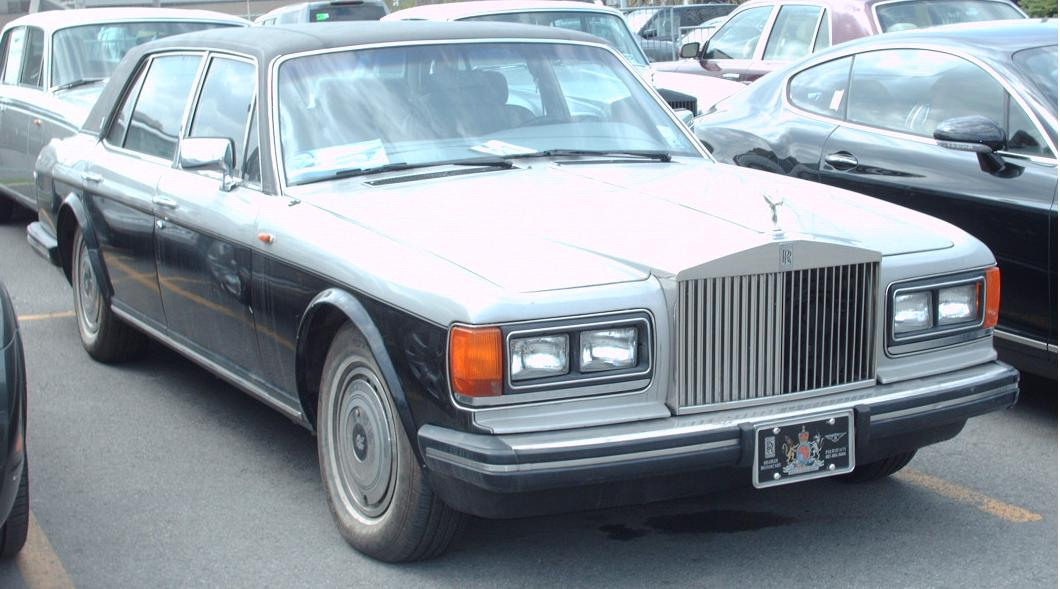
Rolls-Royce Silver Spur (Mk. I), Frühe US-Ausführung mit Sealed Beam-Scheinwerfern, mit Everflex-Dach

Die erste Serie des Silver Spirit wurde unter den Gesichtspunkten der Sicherheit, der Abgasvorschriften und der Verbrauchsnormen entwickelt, insbesondere im Hinblick auf die strengen Regeln in den Vereinigten Staaten, vor allem in Kalifornien.
So war der Silver Spirit für die Vereinigten Staaten und Japan bereits ab der Erstvorstellung mit Katalysator lieferbar, wodurch unmittelbar nach der Einführung des bleifreien Benzins in Deutschland 1984 diese technische Ausstattung für den deutschen Markt – zunächst als Sonderausstattung – angeboten werden konnte.
Die erste Serie gab es in den Varianten Silver Spirit mit normalem Radstand und Silver Spur mit längerem Radstand.
Im Jahr 1985 wurde ein auf 25 Autos für den Verkauf und ein zusätzliches für Rolls-Royce selbst, also insgesamt auf 26 Autos begrenztes Sondermodell unter der Bezeichnung Centenary angeboten. Dieses Sondermodell war mit einer zusätzlichen Sonderausstattung versehen. Vorgesehen war das Erscheinen für das Jahr 1984 zum achtzigsten Jubiläum des 1904 gegründeten Unternehmens Rolls-Royce; aus unbekanntem Grund – es werden die in den 1980er Jahren in Großbritannien häufigen Streiks genannt – verzögerte sich die Präsentation um ein Jahr.

### Serie II (1990–1993)

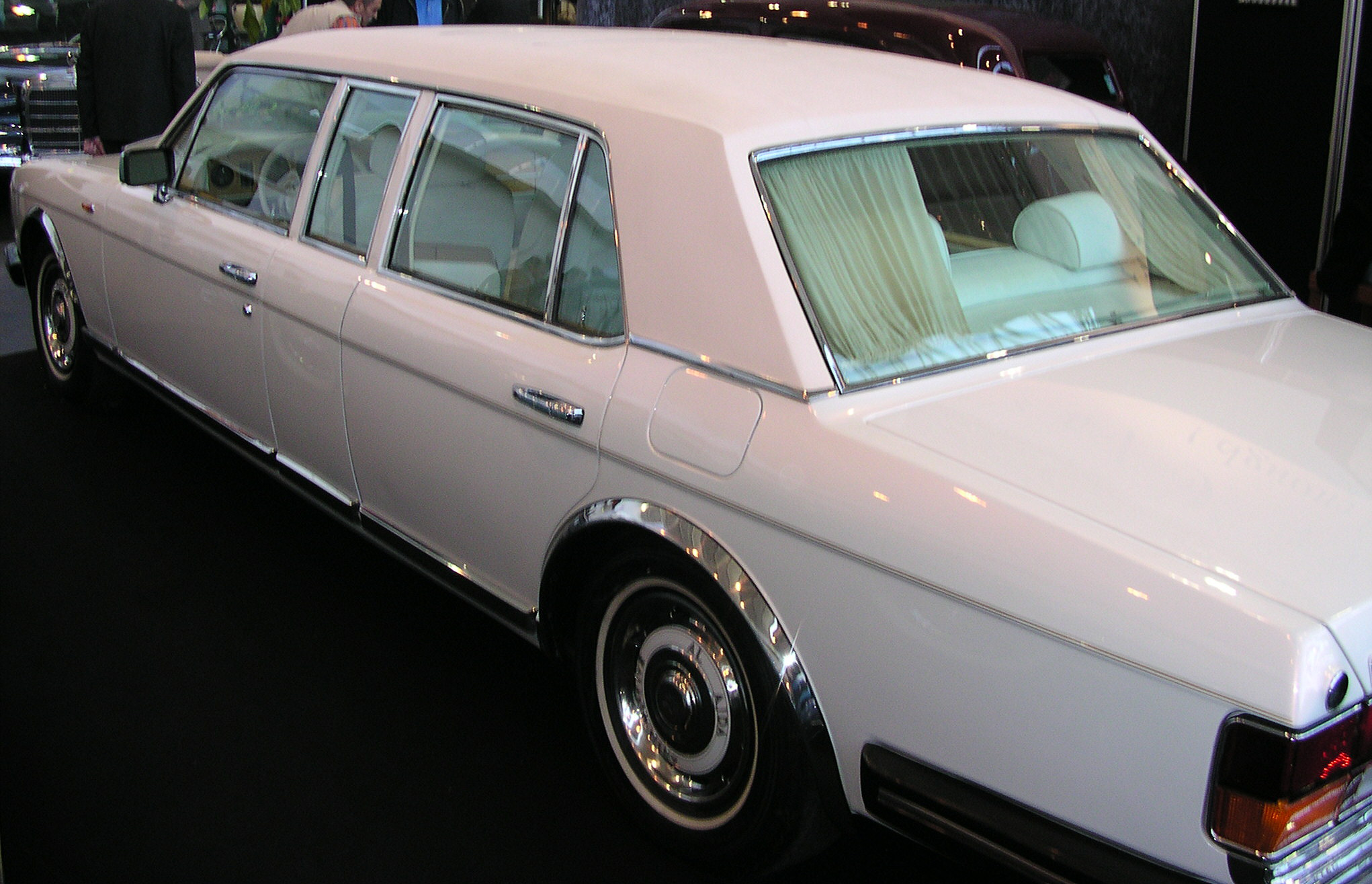
Rolls-Royce Silver Spur (Mk. II) Touring Limousine; als Mk. II identifizierbar aufgrund fehlender Bremsleuchte im Heckfenster

Als Einspritz- und Zündanlage wurde die Bosch K-Motronic genutzt.
Die Hinterräder wurden hydropneumatisch gefedert. ABS war nun serienmäßig, ebenso eine elektronische Fahrwerksregelung.
Die zweite Serie war, wie die Erste, in den unterschiedlich langen Varianten Silver Spirit II und Silver Spur II im Angebot. Erstmals wurden mehr Fahrzeuge mit langem als mit normalem Radstand verkauft. Ferner wurde ab 1991 ein im Verhältnis zum Silver Spirit um 711 mm (28 Zoll) verlängertes Modell unter der Bezeichnung Silver Spur II Touring Limousine angeboten. 1991 wurde die Produktion der Repräsentationslimousine Rolls-Royce Phantom VI eingestellt und dafür die überlange Silver Spur Touring Limousine eingeführt.
Geringfügige äußerliche Veränderungen (beispielsweise andere Radkappen) erlauben eine Unterscheidung der Serie II vom Vorgänger nur bedingt.
Die Modelle der Generationen Serie I und Serie II wurden für den amerikanischen Markt wegen der dort geltenden Zulassungsvorschriften mit Doppelscheinwerfern versehen. Mit dem Wegfall dieser Vorschriften 1993 wurden die Fahrzeuge weltweit mit den bereits zuvor sonst üblichen Einheitsscheinwerfern ausgestattet.

### Serie III (1994–1995)

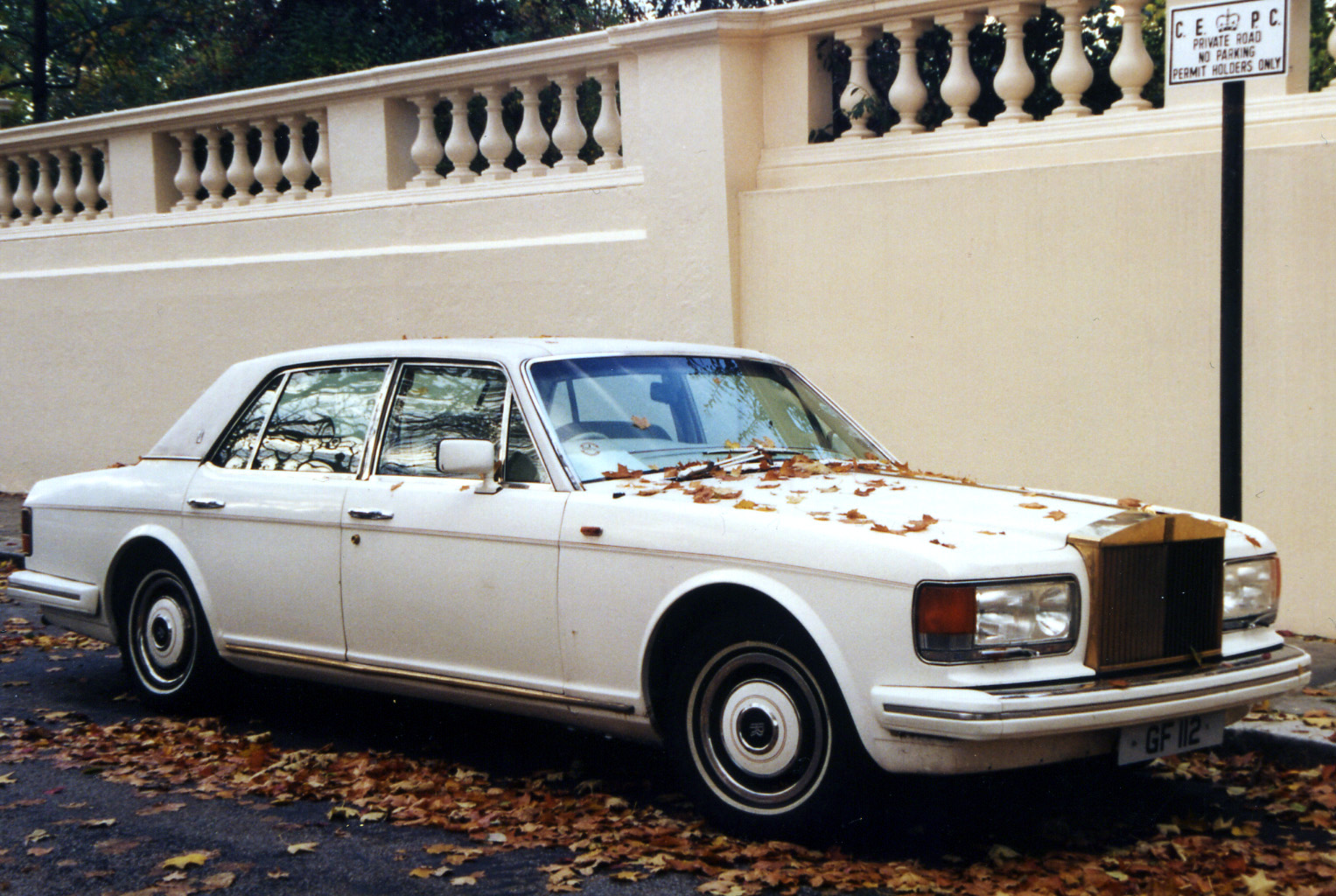
Rolls-Royce Silver Spur (Mk. III), mit seltenem, weißen Everflex-Dach und versenkter Kühlerfigur

Die Serie III unterscheidet sich von der Serie II äußerlich lediglich durch das dritte (mittlere) Bremslicht in der Heckscheibe. Für US-Modelle war das mittlere Bremslicht jedoch schon ab 1986 verpflichtend.
Die dritte Serie wurde wie die Serie II in den Varianten Silver Spirit III, Silver Spur III und Silver Spur III Touring Limousine angeboten.
Die Veränderungen zwischen der zweiten und dritten Serie liegen vorrangig beim Motor sowie den erweiterten Ausstattungsmöglichkeiten.
Der Motor leistete mit neu konstruierten Zylinderköpfen, neu abgestimmten Einlasskanälen und neuen Auspuffkrümmern mehr; die Leistung stand über einen größeren Drehzahlbereich zur Verfügung. Die Höchstgeschwindigkeit stieg auf 209 km/h.
Die optionalen Einzelsitze hinten konnten beim Silver Spur einzeln elektronisch eingestellt werden; für die Vordersitze war dies bereits ab dem Vorgängermodell Silver Shadow wie bei allen Silver Spirit-Generationen serienmäßig.
Mit der dritten Serie wurde der Einbau seinerzeit hochmoderner Technik möglich, wie etwa Videorecorder mit Flüssigkristallbildschirmen in den Rückseiten der Vordersitzkopfstützen, Bürotechnik mit Computern und Satellitenkommunikationseinrichtungen. Da insbesondere die beiden letztgenannten Ausstattungen in der Mitte der 1990er Jahre noch erheblichen Raum in Anspruch nahm, blieben diese Sonderausstattungen im Wesentlichen auf die überlange Silver Spur Touring Limousine beschränkt.

### Serie IV (1996–1997/2000)

Rolls-Royce Silver Dawn (Mk. IV)

Bei der vierten Generation des Silver Spirit wurden zahlreiche Neuerungen vorgenommen. Wegen der sich abzeichnenden Zusammenarbeit von Rolls-Royce mit der Übernahme durch BMW wurde die fällige Konstruktion einer Nachfolgebaureihe verschoben, so dass der Silver Spirit eine der längsten produzierten Baureihen der Unternehmensgeschichte wurde.
Äußerlich sind die Modelle der vierten Generation an den nun im Spiegeldreieck montierten Außenspiegeln sowie den neuen Stoßfängern zu erkennen. Mit der Vorstellung der Serie IV erhielten die Modelle neue Bezeichnungen. Aus dem Silver Spirit III wurde 1996 der New Silver Spirit, aus dem Silver Spur III wurde der New Silver Spur.
Die extralange Version wurde in der vierten Modellgeneration zunächst unter dem Namen New Silver Spur Touring Limousine, ab 1995 wiederum unter Silver Spur Touring Limousine (ohne Nummerierung) angeboten. Zusätzlich wurde eine ebenfalls überlange Version unter dem Namen Park Ward angeboten (siehe dazu den Absatz weiter unten).
Alle Fahrzeuge der Baureihe wurden ab 1996 mit einem Visco-Sperrdifferential ausgestattet. 1997 wurden die Motoren des Modells Silver Spur (IV) mit einem Abgasturbolader versehen. Damit stieg die Höchstgeschwindigkeit dieser Fahrzeuge auf 225 km/h und die Leistung auf 221 kW (300 PS).
Während der letzte Silver Spirit 1997 produziert wurde, gab es die Langversion aufgrund hoher Nachfrage noch bis 2000. Mit der Einführung des Nachfolgemodells Silver Seraph begann 1998 die Kooperation mit BMW.

#### Modell Park Ward

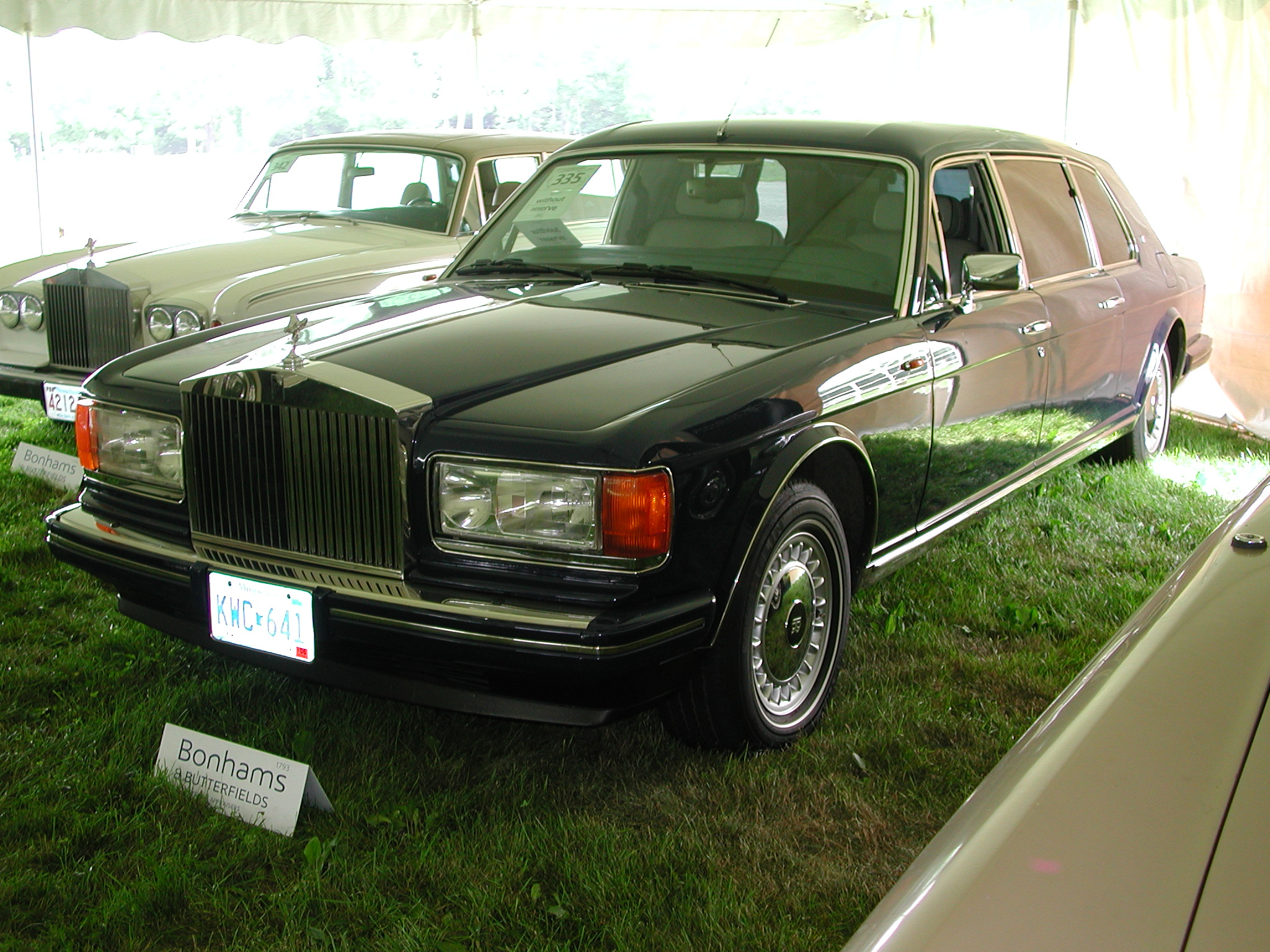
Rolls-Royce Park Ward (Mk. IV), gepanzertes Sonderschutzfahrzeug

Der Park Ward ist eine überlange Version des Modells Silver Spur / Spirit IV. Das Modell hat einen längeren Radstand und ein höheres Dach. Der Park Ward ersetzte die Silver Spur / Spirit Touring Limousine. Während bei der Touring Limousine zwischen vorderen und hinteren Türen ein meist türloses Zwischenstück eingefügt ist, liegt die Verlängerung der Karosserie beim Modell Park Ward zwischen hinterer Tür und C-Säule. Auch die Motoren dieses Modells waren ab 1997 mit einem Abgasturbolader versehen, wodurch die Höchstgeschwindigkeit der Fahrzeuge auf 225 km/h stieg.
Die vollständige Bezeichnung dieses Modells lautete Rolls-Royce Park Ward Limousine. In der Mitte des Modelljahres 1998 wurde die Bezeichnung zu Rolls-Royce Silver Spur Park Ward geändert. Das Typenschild am Kofferraum beschränkt sich auf die Bezeichnung Park Ward.

## Produktionszahlen
| Generation | Produktionsjahre | Silver Spirit | Silver Spur inkl. Touring Limousine | 14/36/42 Zoll ext. | Centenary | Flying Spur | Park Ward | Silver Dawn |
| ---------- | ---------------- | ------------- | ----------------------------------- | ------------------ | --------- | ----------- | --------- | ----------- |
| Serie I    | 1980–1989        | 8129          | 6238                                | 101                | 26        |             |           |             |
| Serie II   | 1990–1993        | 1152          | 1658                                |                    |           |             |           |             |
| Serie III  | 1994–1995        | 211           | 430                                 |                    |           | 134         |           |             |
| Serie IV   | 1996–1998        | 122           | 507                                 |                    |           |             | 44        | 237         |

Insgesamt wurden 18.989 Fahrzeuge dieser Baureihe hergestellt.